# San Giorgio dei Genovesi (Napulj)
San Giorgio dei Genovesi (ili San Giorgio alla Commedia Vecchia) je crkva na Via Medina u središtu Napulja, Italija. Nalazi se u blizini i sjeverno od crkve Santa Maria Incoronata, dvoja vrata južno od Palazzo d'Aquino di Caramanico, i preko puta crkve Pietà dei Turchini.
Crkva je projektirana početkom 17. stoljeća prema nacrtima Bartolomea Picchiattija. Izvorni naziv potječe iz njegove privrženosti đenovljanskoj zajednici u Napulju.
Unutrašnjost je u tlocrtu latinskog križa s bogatom štukaturom i kupolom. Unutrašnjost ima Caravaggiovu sliku Battistella Caracciola na kojoj Sveti Antun uskrsava mrtvog čovjeka. Treća kapela s desne strane ima freske (1770.) Giacoma Cestara i sliku koja prikazuje Svetog Jurja ubija zmaja Andrea da Salerna. Oltar ima mramorni reljef Sant'Agostina iz toskanske škole iz 17. stoljeća. Pročelje crkve je jednostavno. Alternativni naziv ukazuje da je crkva izgrađena na mjestu napuljskog kazališta Commedia dell'arte Commedia Vecchia.

## Vanjske poveznice
|  | Zajednički poslužitelj ima još gradiva o temi San Giorgio dei Genovesi (Napulj) |

- Fasada